# Alojzy Lysko
Alojzy Wiktor Lysko (ur. 15 lutego 1942 w Bojszowach) – polski pisarz, nauczyciel górnictwa, polityk i samorządowiec związany ze Śląskiem, poseł na Sejm V kadencji.

## Życiorys
Jego ojciec był wcielony do Wehrmachtu, zginął na froncie wschodnim.
Deklaruje się jako Ślązak. Magister administracji po Uniwersytecie Śląskim. W latach 1964–1992 (do czasu przejścia na emeryturę) pracował jako nauczyciel górnictwa, przez kilka lat był dyrektorem szkoły. Jest autorem książek o tematyce historycznej i śląskiej, m.in. publikacji To byli nasi ojcowie, poświęconej osobom przymusowo wcielonym do niemieckiego wojska.
Należał kolejno do Stronnictwa Konserwatywno-Ludowego i Przymierza Prawicy, z którym przystąpił do Prawa i Sprawiedliwości. W latach 1998–2005 zasiadał w sejmiku śląskim. W wyborach parlamentarnych w 2001 z listy PiS bez powodzenia kandydował do Sejmu, a w wyborach w 2005 uzyskał mandat poselski w okręgu katowickim.
Jako jedyny poseł PiS 7 września 2007 głosował przeciwko skróceniu kadencji Sejmu. Początkowo deklarował brak zamiaru kandydowania w przedterminowych wyborach parlamentarnych, ostatecznie przyjął propozycję Platformy Obywatelskiej, z rekomendacji której bezskutecznie ubiegał się o mandat senatora. Powołany później w skład rady programowej TVP Katowice. Był członkiem komitetu poparcia Bronisława Komorowskiego przed wyborami prezydenckimi w 2010 i w 2015.

## Wyróżnienia
- Nagroda im. Wojciecha Korfantego przyznana przez Związek Górnośląski (2003)[5]
- Śląska Nagroda im. Juliusza Ligonia (2011)[6]
- Grand Prix V Ogólnopolskiego Konkursu Dziennikarskiego im. Krystyny Bochenek za Opowieść Górnośląską (2015)[7][8]
- nominacja do Górnośląskiej Nagrody Literackiej „Juliusz” za publikację Jak Niobe. Opowieść Górnośląska (2017)[9]
- Nagroda im. Karola Miarki (2018)[10]

## Publikacje
- Eliasz i Pistulka – 1991
- Duchy i duszki bojszowskie – 1992
- Słownik biograficzny Ziemi Pszczyńskiej (współpraca) – 1995
- Echa pszczyńskiego lasu – 1996
- Klechdy pszczyńskie – 1997
- Bojszowy śpiewają (śpiewnik, wspólnie z Janem Walą) – 1998
- To byli nasi ojcowie… – 1999
- Wisło, opowiedz… – 2001
- Bojszowy w XX wieku – 2002
- Boże strony – 2003
- Marszałek Sejmu Śląskiego (wspólnie z Konstantym Wolnym) – 2004
- Nasze dziedzictwo – 2005
- Unicestwieni przez wojnę i kłamstwo – wspólnie z Rafałem Bulą – 2005
- Duchy wojny 1. Dziennik żołnierski 1942–1944. W koszarach pod szczytami Alp – 2008
- Skarby historii (wspólnie z Aleksandrem Lyską) – 2007
- Duchy wojny 2. Dziennik żołnierski 1942–1944. W bunkrach Wału Atlantyckiego – 2009
- Duchy wojny 3. Dziennik żołnierski 1942–1944. W okopach Frontu Wschodniego – 2010
- Uczyła żyć i pracować (wspólnie z Ireneuszem Wróblem) – 2010
- Mój śląski Teksas (wspólnie z Józefem Kłykiem) – 2010
- Świadkowie cierpienia i śmierci w Lędzinach (wspólnie z Rafałem Bulą) – 2010
- Duchy wojny 4. Dziennik żołnierski 1942–1944. W objęciach śmierci – 2011
- Czyste oczy – 2011
- Świadkowie cierpienia i śmierci – obozy i podobozy w Lędzinach (wspólnie z Rafałem Bulą) – 2011
- Historia pracą pisana – 2012
- Losy Górnoślązaków w dwudziestym wieku – 2013
- Anielin Fabera – rys biograficzny – 2013
- Duchy wojny 5. Wspomnienia Wichty Ochmanowej 1944–1966. W udręce nadziei – 2014
- Jak to dawniej na Ziemi Pszczyńskiej – 2014
- Od wiek wieka na Górnym Śląsku – 2014
- Opowieść górnośląska – 2016
- Duchy wojny 6. W przekleństwie kalectwa – 2016
- To byli nasi dziadkowie: legendy rodzinne z Górnego Śląska o poległych żołnierzach Wehrmacht – 2016
- Ożywieni przez miłość i pamięć (współpraca z Henrykiem Ganobisem) – 2016
- Jak Niobe. Opowieść Górnośląska – 2016
- Herody po bojszowsku – 2017
- Duchy wojny 7. W sieroctwie bez skargi – 2017
- Sagi rodów górnośląskich (współpraca z Henrykiem Ganobisem) – 2018
- Duchy wojny 8. Z Pszczyny do Kołymy. Odyseja Górnośląska – 2019
- Świadectwo moralności (utwór sceniczny) – 2019
- Duchy wojny 9. Duchy wojny – nim duchami zostali – 2021
- Mianujom mie Hanka (monodram) – 2021[7]